# Itapi

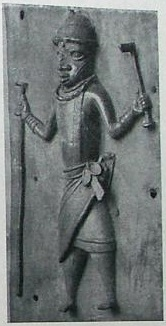
Abbildung aus Benin: Krieger mit hammerförmigem Objekt, möglicherweise Itapi

Das Itapi ist ein Würdezeichen der zentralafrikanischen Dengese. Sie wurden von dem Ntochi-Geheimbunds, der Oberschicht der Dengese, verwendet.
Das Itapi besteht aus einer Klinge, welche am oberen Ende im rechten Winkel abzweigt und so dem Würdezeichen ein hammerförmiges Aussehen verleiht. Die Gesamtlänge beträgt etwa 50 cm.
Die Form leitet sich von den Sichelwaffen der Mongo her. Das Material ist in der Regel Holz; nur sehr wenige Exemplare bestehen aus Eisen. Die Ausführung in Holz geht vermutlich auf den Einfluss der Kuba-Föderation zurück. Die Kuba nutzen hölzerne Versionen des Messers Ikul. Itapis aus Eisen wurden verboten, nachdem es unter betrunkenen Ntochi-Mitgliedern zum Totschlag kam.
Auf Bronzeplatten des Königreich Benin findet man Abbildungen von Kriegern mit einem hammerförmigen Gegenstand. Der österreichische Ethnologe Walter Hirschberg hält es für möglich, dass es sich dabei um Abbildungen von Itapis handelt. Der Gründer der Kuba-Föderation, Shyaam aMbul aNgoong, etablierte weitreichende Handelskontakte, möglicherweise auch mit dem Königreich Benin. Die Dengese sind die nördlichen Nachbarn der Kuba und beide Gruppen haben einige kulturelle Gemeinsamkeiten.